# Horňa
Horňa je naseljeno mjesto u okrugu Sobrance u Košickom kraju u Slovačkoj.

## Stanovništvo
| Godina:     | 1993. | 2003.   | 2013.   | 2023.    |
| ----------- | ----- | ------- | ------- | -------- |
| Broj ljudi: | 390   | 385     | 363     | 322      |
| Razlika:    |       | -1,28 % | -5,71 % | -11,29 % |

| Godina:     | 2022. | 2023.   |
| ----------- | ----- | ------- |
| Broj ljudi: | 335   | 322     |
| Razlika:    |       | -3,88 % |

Prema podatcima o broju stanovnika iz 2023. godine naselje je imalo 322 stanovnika.

## Vanjske poveznice
|  | Zajednički poslužitelj ima još gradiva o temi Horňa |

- Službena stranica naselja (sl.)